# P-CAN
『P-CAN』（ピーカン）は、2014年7月25日に発売された村田和人通算17作目のスタジオ・アルバム。

## 解説
- ISLAND MOON MUSICに移籍しての第一弾であったが、2016年2月に村田が死去したことで、彼の遺作となった。
- 一般流通はさせず、ライヴ会場での直販とレーベルでの通販のみでのリリースとなった。
- MIXに佐藤康夫が久々に復帰し、ここ数作よりもエコーの深いサウンドに仕上がっている。紙ジャケット仕様。

## 収録曲
1. Summer Invitation
作詞：安藤芳彦、作曲：村田和人
2. ピーカンBoys & Girls
作詞：安藤芳彦、作曲：村田和人
3. brother
作詞:村田和人、作曲：村田和人
4. 君と子供と古い友達
作詞：田口俊、作曲：村田和人
5. Pee Company
作詞：田口俊、作曲：村田和人
6. 君という海
作詞：安藤芳彦、作曲：村田和人
7. 夢のまほろば
作詞：田口俊、作曲：村田和人
8. BRAND NEW DAY / BRAND NEW SONG
作詞：山田稔明、作曲：村田和人
9. さよなら逗子マリーナ
作詞：田口俊、作曲：村田和人
10. ウミガメの背中で
作詞：安藤芳彦、作曲：村田和人

　　全編曲：村田和人